# Paraphidippus nitens
Paraphidippus nitens là một loài nhện trong họ Salticidae.
Loài này thuộc chi Paraphidippus. Paraphidippus nitens được Carl Ludwig Koch miêu tả năm 1846.